# Juan Pablo Gamboa
Juan Pablo Gamboa Cook (Cali, 24 de noviembre de 1966) es un actor colombiano.

## Biografía

### Primeros años
Juan Pablo Gamboa nació el 24 de noviembre de 1966 en la ciudad de Cali y es hijo de Sandra Cook, una mujer nacida en los Estados Unidos y que viaja a Colombia con los Cuerpos de Paz Peace Corps y del colombiano Andrés Gamboa Ruiz, con quien se casa con ella. Su padre es descendiente de la Familia Gamboa de Cali cuyo antepasado más famoso es el poeta Isaías Gamboa, y que cuenta con más de 30 poetas y artistas en cinco generaciones.
Juan Pablo es el segundo de los cuatro hijos. Asistió al Colegio Bolívar de Cali. 
Al graduarse se dedicó a la pintura y la literatura. Posteriormente, se dirigió hacia los Estados Unidos a estudiar comunicaciones en la Hofstra University de Nueva York.

### Carrera
Su debut en televisión fue en 1992 en la telenovela Marielena, con un pequeño papel como recepcionista. En 1994, se trasladó a México y firmó contrato con Televisa para grabar la telenovela Morelia. En 1995 protagonizó en Colombia la telenovela Si nos dejan, en compañía de su compatriota la actriz Linda Lucía Callejas.
En los 90 mudó su residencia a la Ciudad de México para trabajar en varias producciones de Televisa, entre las que se encuentran Esmeralda, La usurpadora, Carita de ángel y Niña amada mía. Posteriormente, se estableció con su familia en Estados Unidos, donde obtuvo un papel en la telenovela de Telemundo La ley del silencio.
Después de estar alejado de las pantallas colombianas, regresó en 2005 para protagonizar la telenovela Vuelo 1503. En 2007, interpretó al malvado Federico en la exitosa telenovela de RCN Pura sangre. En 2008 protagonizó Súper Pá, versión de la serie argentina Grande Pa!.
En 2008 participó en Las Detectivas y el Víctor con el personaje antagónico Roberto Becker. En 2010, formó parte de Secretos de familia, telenovela de Caracol Televisión donde interpretó a un político homosexual.
En 2012 protagonizó ¿Dónde está Elisa?, interpretando a Vicente León. En 2012, en La ruta blanca, interpretó a Esteban Mejía. Posteriormente, en 2012, participó en la serie La Madame , y en 2013 tomó parte en la película de terror Gallows Hill.

### Vida personal
Juan Pablo tiene cuatro hijos, dos con su primera esposa Viviana Escobar, y dos con su segunda esposa, Juliana Ortega.

## Filmografía

### Televisión
- Paraíso blanco (2023) — Dick[8]
- La nieta elegida (2021) — Nicolás Roldán[9]
- El final del paraíso (2019) — Aaron Mondego 'Mano Negra' [10]
- Legacies (2018) — Pedro
- Sin senos si hay paraíso (2018) — Aaron Mondego 'Mano Negra'[1]
- Star 3 (2018) — Mr. Smith
- El Chapo (2017) — Presidente 62[11]
- El Comandante (2017) — Andres Ventunini
- La ley del corazón (2016) — Juez
- Azúcar (2016) — Manuel María Solaz
- La viuda negra 2 (2016) — Norm Jones
- La esquina del diablo (2015) — Alcalde Jaime Gómez[12]
- Reina de corazones (2014) — Mauro Montalbán
- La suegra (2014) — Dr. Domínguez
- La ronca de oro (2014) — Rubén de la Pava
- Trampas de falopio (2014)
- La viuda negra (2014) — Norm Jones[13]
- Cumbia Ninja (2013-2015) — Victor Carbajal, padre de Juana
- La Madame (2013)
- La ruta blanca (2012) — Esteban Mejía
- ¿Dónde está Elisa? (2012) — Vicente León
- Kdbra (2011) — Papá Franco
- Secretos de familia (2010) — Carlos Hidalgo
- Las detectivas y el Víctor (2009) — Roberto Becker 'El Jugador'
- Súper pá (2008) — Nicolás Cortés
- Tiempo final (2008) — Agente Northon
- Pura sangre (2007) — Federico Lagos
- Vuelo 1503 (2005-2006) — Jorge Pineda
- La ley del silencio (2005) — Leopoldo
- Ángel rebelde (2004) — Camilo Salazar
- Niña amada mía (2003) — César Fábregas
- Mujer, casos de la vida real (2001-2002) — Varios episodios
- La intrusa (2001) — Esteban Fernández
- Aventuras en el tiempo (2001) — Salvador
- Carita de ángel (2000-2001) — Noe Gamboa
- Alma rebelde (1999) — Alessandro Villareal
- El diario de Daniela (1998-1999) — Pepe Linares
- La usurpadora (1998) — Guillermo 'Willy' Montero
- Esmeralda (1997) — Dr. Álvaro Lazcano
- Prisioneros del amor (1996) — Juan Felipe Sáenz de la Peña
- Morelia (1995-1996) — Osvaldo Valenzuela
- Si nos dejan (1995) — José Alejandro
- Marielena (1992) — Recepcionista

### Cine
- Sniper: Ultimate Kill (2017) — Patrick Walsh
- Loving Pablo (2017) — Director TV
- Mariposas Verdes (2017) — Fernando
- Ana Maria in Novela Land (2015) — Eduardo
- Gallows Hill (2013) — Capitán Morales
- La vida era en serio (2011)
- Kings of South Beach (2007) — Danny Hayes
- Cuando el cielo es azul (2004) — (Perú)
- Vampires: Los Muertos (2002) — Gringo
- King of Texas (2002) — Weems
- Fidel (2002) — Embajador de EE. UU. en Cuba
- El milagro (2000) — (México)

## Premios y nominaciones

### Premios TVyNovelas (México)
| Año  | Categoría              | Telenovela     | Resultado |
| ---- | ---------------------- | -------------- | --------- |
| 2003 | Mejor villano          | Niña amada mía | Nominado  |
| 1999 | Mejor villano          | La usurpadora  | Nominado  |
| 1998 | Mejor actor de reparto | Esmeralda      | Nominado  |

### Premios TVyNovelas (Colombia)
| Año  | Categoría               | Telenovela         | Resultado |
| ---- | ----------------------- | ------------------ | --------- |
| 2013 | Mejor actor protagónico | ¿Dónde está Elisa? | Nominado  |

### Premios Talento Caracol
| Año  | Categoría              | Telenovela o Serie | Resultado |
| ---- | ---------------------- | ------------------ | --------- |
| 2015 | Mejor Actor de Reparto | La viuda negra     | Nominado  |